# Worldwide Tour 2016
Es la novena gira que desarrolló la banda finlandesa de metal sinfónico Sonata Arctica. Comenzó el 19 de febrero de 2016 y terminó el 3 de septiembre de 2016. Se destaca por los 34 shows que dio la banda en Estados Unidos y Canadá que duró entre el 19 de febrero y el 3 de abril. No es la presentación de ningún disco, sino que es una gira mundial. Esta es una nueva gira con Passi Kauppinen en el bajo. Además de recorrer Estados Unidos y Canadá, también recorren otros países del mundo. Luego de esta extensa gira que los llevó por el mundo, la banda se metió a terminar su nuevo disco que se llama The Ninth Hour.

## Gira internacional

### 2016
Comienzan un nuevo año con 34 shows por Estados Unidos y Canadá entre el 19 de febrero y el 3 de abril. 
Luego de esta larga gira, la banda vuelve a Europa y la sede fue Freilichtbühne Loreley, en St. Goarshausen. Al día posterior tocaron en Finlandia otra vez, ya de regreso. El recital se desarrolló bajo el marco del Vaakuna Piknik 2016.  Seis días después, la banda finlandesa tocó en Tuiskula como las veces anteriores. El 18 de junio tocaron en el Jääli Cityrokki 2016. El 9 de julio, la banda hizo su segundo concierto en Alemania, que tuvo lugar en Flugplatz Asmusstedt.  El día 10, la banda hace su tercer show, que tuvo lugar en el Eventzentrum Strohofer, y se desarrolló en el marco del Out & Loud Festival 2016. 
La banda vuelve nuevamente a Hungría para participar del Rockmaraton Fesztivál 2016 desarrollado en Szalki-sziget. El 22 de julio, es decir una semana después, la banda regresó a Finlandia nuevamente para participar del John Smith Rock Festival 2016 desarrollado en Peurunka. El 30 de julio, la banda vuelve a participar otra vez de la edición del Qstock desarrollada en Kuusisaari como de costumbre. El 5 y 6 de agosto participaron de otros dos festivales más. Vuelven a tocar en el Himos Arena el 20 de agosto, y el 26 vuelven a Suiza para tocar en CPM de Ginebra. El 27, la banda regresa otra vez a Finlandia para tocar en Tampere. El 3 de septiembre, la banda toca en España en el marco del Hell Rock Fest 2016, y es así que terminó la gira.

## Conciertos
| Fecha                   | Ciudad                | País           | Recinto                        |
| ----------------------- | --------------------- | -------------- | ------------------------------ |
| América del Norte       |                       |                |                                |
| 19 de febrero de 2016   | Sayreville            | Estados Unidos | Starland Ballroom              |
| 20 de febrero de 2016   | Hartford              | Estados Unidos | Webster Theater                |
| 21 de febrero de 2016   | Montreal              | Canadá         | Metropolis                     |
| 22 de febrero de 2016   | London                | Canadá         | London Music Hall              |
| 24 de febrero de 2016   | Pittsburgh            | Estados Unidos | Carnegie Music Hall            |
| 25 de febrero de 2016   | Columbus              | Estados Unidos | Lifestyle Communities Pavilion |
| 26 de febrero de 2016   | Royal Oak             | Estados Unidos | Royal Oak Music Theatre        |
| 27 de febrero de 2016   | Milwaukee             | Estados Unidos | Eagles Club                    |
| 29 de febrero de 2016   | Minneapolis           | Estados Unidos | First Avenue                   |
| 1 de marzo de 2016      | Winnipeg              | Canadá         | Burton Cummings Theatre        |
| 2 de marzo de 2016      | Saskatoon             | Canadá         | O'Brian's Event Center         |
| 3 de marzo de 2016      | Edmonton              | Canadá         | Winspear Centre                |
| 5 de marzo de 2016      | Calgary               | Canadá         | MacEwan Hall                   |
| 6 de marzo de 2016      | Missoula              | Estados Unidos | Wilma Theatre                  |
| 7 de marzo de 2016      | Seattle               | Estados Unidos | The Showbox SoDo               |
| 10 de marzo de 2016     | Reno                  | Estados Unidos | Cargo Concert Hall             |
| 11 de marzo de 2016     | San José              | Estados Unidos | City National Civic            |
| 12 de marzo de 2016     | Anaheim               | Estados Unidos | City National Grove of Anaheim |
| 13 de marzo de 2016     | Tucson                | Estados Unidos | Rialto Theatre                 |
| 15 de marzo de 2016     | Colorado Springs      | Estados Unidos | City Auditorium                |
| 16 de marzo de 2016     | Kansas                | Estados Unidos | Uptown Theater                 |
| 18 de marzo de 2016     | Oklahoma              | Estados Unidos | Diamond Ballroom               |
| 19 de marzo de 2016     | San Antonio           | Estados Unidos | The Aztec Theatre              |
| 20 de marzo de 2016     | Nueva Orleans         | Estados Unidos | Civic Theatre                  |
| 21 de marzo de 2016     | Birmingham            | Estados Unidos | Iron City Live                 |
| 23 de marzo de 2016     | Ybor City             | Estados Unidos | The Ritz                       |
| 25 de marzo de 2016     | Louisville            | Estados Unidos | Diamond Pub Concert Hall       |
| 26 de marzo de 2016     | Baltimore             | Estados Unidos | Baltimore Sound Stage          |
| 28 de marzo de 2016     | Chicago               | Estados Unidos | Concord Music Hall             |
| 29 de marzo de 2016     | Cleveland             | Estados Unidos | Agora                          |
| 31 de marzo de 2016     | Toronto               | Canadá         | The Opera House                |
| 1 de abril de 2016      | Quebec                | Canadá         | Imperial Bell                  |
| 2 de abril de 2016      | Worcester             | Estados Unidos | Upstairs at The Palladium      |
| 3 de abril de 2016      | Nueva York            | Estados Unidos | Stage 48                       |
| Europa                  |                       |                |                                |
| 10 de junio de 2016     | Sankt Goarshausen     | Alemania       | Freilichtbühne Loreley         |
| 11 de junio de 2016     | Kouvola               | Finlandia      | Kirkkopuisto                   |
| 17 de junio de 2016     | Nivala                | Finlandia      | Tuiskuka                       |
| 18 de junio de 2016     | Jääli                 | Finlandia      | Jäälin urheilukenttä           |
| 9 de julio de 2016      | Ballenstedt           | Alemania       | Flugplatz Asmusstedt           |
| 10 de julio de 2016     | Geiselwind            | Alemania       | Eventzentrum Strohofer         |
| 16 de julio de 2016     | Dunaújváros           | Hungría        | Szalki-sziget                  |
| 22 de julio de 2016     | Laukaa                | Finlandia      | Peurunka                       |
| 30 de julio de 2016     | Oulu                  | Finlandia      | Qstock City                    |
| 5 de agosto de 2016     | Pyhätunturi           | Finlandia      | Pyhätunturin Hiihtokesks       |
| 6 de agosto de 2016     | Kemi                  | Finlandia      | Kemin Sisäsatana               |
| 20 de agosto de 2016    | Jämsä                 | Finlandia      | Himos Arena                    |
| 26 de agosto de 2016    | Ginebra               | Suiza          | CPM                            |
| 27 de agosto de 2016    | Tampere               | Tampere        | Tampere-talo                   |
| 3 de septiembre de 2016 | Retuerta del Bullaque | España         | RockKlub Embalse Torre Abraham |

## Formación durante la gira
- Tony Kakko - Voz
- Tommy Portimo - Batería
- Pasi Kauppinen - Bajo
- Henrik Klingenberg - Teclados
- Elias Viljanen - Guitarra